# Лисиенко, Арсений Павлович
Арсений Павлович Лисиенко, он же до 1914 года Фёдор Семёнович Семёнов (1 июня 1890—1973) — эсер, член Всероссийского учредительного собрания, журналист.

## Биография
По одним сведениям родился в Санкт-Петербурге, по другим Старицком уезде Тверской губернии. Внебрачный сын солдатки, по сословной принадлежности крестьянин. В 1907 году выпускник школы второй ступени, по другим сведениям 4-классного городского училища. Был принят в мореходное училище дальнего плавания в Петербурге и окончил его. Позднее служил приказчиком, поваром, матросом. В 1906 году стал членом партии эсеров, проводил партийную работу в Санкт-Петербурге. В 1907 сослан в Верхоянск. В 1911 арестован, приговорён к вечной ссылке, ссыльно-поселенец в Верхоленском уезде Иркутской губернии. В ссылке зарабатывал на жизнь лесорубом, пильщиком, корчевальщиком, рабочим гидрографической партии.
В 1914 году сбежал из ссылки, после чего семь месяцев под кличкой Михаила Николаевича скрывался в Новониколаевске, где сформировал «Западно-Сибирскую инициативную группу социалистов-революционеров», которая 1 мая этого года заявила о себе прокламациями «К трудящимся!».
Получив поддельные документы на имя Арсения Павловича Лисиенко переехал в Бийск, а в 1915 перебрался в Мариинск. (Эти фамилию, имя и отчество он использовал впоследствии до конца жизни). Служил инструктором по маслоделию в кооперативах Новониколаевска, конторщиком, кооператором, счетоводом, секретарем «Комиссии содействия сибирской кооперации». Работая в Мариинске в системе сибирской кооперации, продолжил активную революционную деятельность, был одним из организаторов «Сибирского союза социалистов-революционеров» (две организационные конференции прошли именно в Мариинске в конце 1915 и в марте 1916 годов).
В 1917 году Лисиенко переехал в Томск, стал членом Томского городского комитета партии социалистов-революционеров, а затем с марта 1917 и губернского комитета. Редактор основного печатного органа эсеров Томска — газеты «Путь народа». Избран товарищем председателя исполкома Томского губернского совета крестьянских депутатов. По другим сведениям в 1917—1920 годах был председателем Томского губернского Совета крестьянских депутатов, Томского губернского земского комитета, член Томского Военно-революционного комитета. Направлен делегатом на II и III Всероссийские съезды Советов рабочих и солдатских депутатов. Делегат III съезда партии социалистов-революционеров, относился к левому крылу. Находился на позициях эсеров-интернационалистов, был противником сотрудничества с «буржуазными» партиями и ещё во время Февральской революции призывал передать всю власть Советам. На IV съезде ПСР резко критиковал ЦК и покинул съезд. В октябре 1917 Лисиенко баллотировался в гласные Томской городской думы по списку эсеровской партии, но избран не был. В октябре же 1917 года избран делегатом I Сибирского областного съезда.
В ноябре 1917 года был избран во Всероссийское учредительное собрание в Томском избирательном округе по списку № 2 (эсеры). Участник единственного заседания Учредительного собрания 5 января, осудил его роспуск. За что 9 января был арестован большевиками, освобождён по требованию левых эсеров.
В мае 1918 года стал делегатом VIII Совета партии эсеров. Был членом Комуча. В Томск вернулся лишь осенью 1918 года. Вошёл в Сибирскую областную думу, как член Всероссийского учредительного собрания. Стоял на резких антиколчаковских позициях. Вместе с эсерами П. Я. Михайловым, Б. Д. Марковым и М. Я. Линдбергом возродил «Сибирский союз социалистов-революционеров», был одним из его лидеров. В ноябре 1919 года вместе с членами ПСР из Томска В. О. Сидоровым и Е. В. Захаровым участвовал в неудачной попытке вооруженного антиколчаковского мятежа во Владивостоке. Основой мятежников была земско-областническая идеология, военным руководителем — чех Радола Гайда. В декабре 1919 года участвовал в таком же но удачном вооруженном перевороте в Иркутске. После этого возглавлял военно-политический штаб в партизанском отряде анархиста Нестора Каландаришвили. Участвовал в партизанском движении в Прибайкалье и боролся в Забайкалье с остатками колчаковских и семёновских войск.
Вошёл в состав делегации Дальневосточной республики на Гонготской конференции. В Верхнеудинске был назначен министром социального обеспечения в правительстве Дальневосточной республики. Переехал во Владивосток, там в 1920 году избран членом Учредительного собрания Дальневосточной республики. 10 марта 1921 года во время прений по докладу правительства ДВР А. П. Лисиенко критиковал политический режим в РСФСР и действия Государственной политической охраны ДВР, обвинив её в произволе. В ответ подвергся резкой критике со стороны депутатов-большевиков. Эмигрировал в Китай. В 1921—1955 годах жил в Харбине, работал столяром, секретарём и сотрудником рабочей газеты «Трибуна», служил бухгалтером Дальневосточного бюро ВСНХ, секретарём-экономистом торгового представительства СССР в Харбине, служил также советском торгпредстве в Монголии (должность не установлена), работал редактором журнала для подростков «Юность».
В 1925 году оказывал содействие голодающим в СССР. После конфликта на КВЖД переехал из Харбина в Тяньцзинь, где работал заместителем управляющего Калганской конторы Центрального кооператива. Во время Великой Отечественной войны (1941—1945) агитировал за поддержку СССР. В 1955 году эмигрировал из Китая в Новую Зеландию. Печатался в газетах «Голос Родины», «Голос эмигранта», «Заря», «Новое русское слово». Был членом исполкома Новозеландского общества сближения с СССР. В 1955 году опубликовал в советском журнале «Огонёк» стихотворение «Письмо юнги к матери». Член Всеславянского союза Новой Зеландии.

## Адреса
- 1917 — Томск, ул. Большая Кирпичной (ныне Октябрьская), д. 22[5].